# Bahnhof Kutchan
Der Bahnhof Kutchan (jap. 倶知安駅, Kutchan-eki) ist ein Bahnhof auf der japanischen Insel Hokkaidō. Er befindet sich in der Unterpräfektur Shiribeshi auf dem Gebiet der Stadt Kutchan. Ab 2031 soll er von Shinkansen-Hochgeschwindigkeitszügen bedient werden.

## Verbindungen
Kutchan ist ein Zwischenbahnhof und früherer Trennungsbahnhof an der Hakodate-Hauptlinie von Hakodate nach Sapporo, der wichtigsten Bahnstrecke Hokkaidōs. Diese wird von der Gesellschaft JR Hokkaido betrieben. Regionalzüge verkehren alle ein bis zwei Stunden nach Otaru und fünfmal täglich nach Oshamambe. Kutchan ist Endstation fast aller Züge, durchgehende Verbindungen von Otaru nach Oshamambe sind selten. Darüber hinaus verkehren einmal täglich umsteigefreie Eilzüge (Niseko Liner) von Sapporo nach Kutchan.
Vor allem im Winter ist der Bahnhof Kutchan ein wichtiger Zugang zur benachbarten Touristendestination Niseko, die durch mehrere Wintersportgebiete bekannt ist. Eine Buslinie führt vom Bahnhof dorthin.

## Anlage
Der Bahnhof am Rande des Stadtzentrums ist von Norden nach Süden ausgerichtet und besitzt drei Gleise. Zwei davon dienen dem Personenverkehr und liegen an einem Mittelbahnsteig. Eine gedeckte Überführung stellt die Verbindung zum Empfangsgebäude an der Ostseite der Anlage her. Auf der Westseite des Bahnhofs stand ein Lokomotivdepot. Es war bis 1974 in Betrieb und wurde danach abgerissen. Erhalten geblieben ist eine umzäunte Drehscheibe.

## Bilder

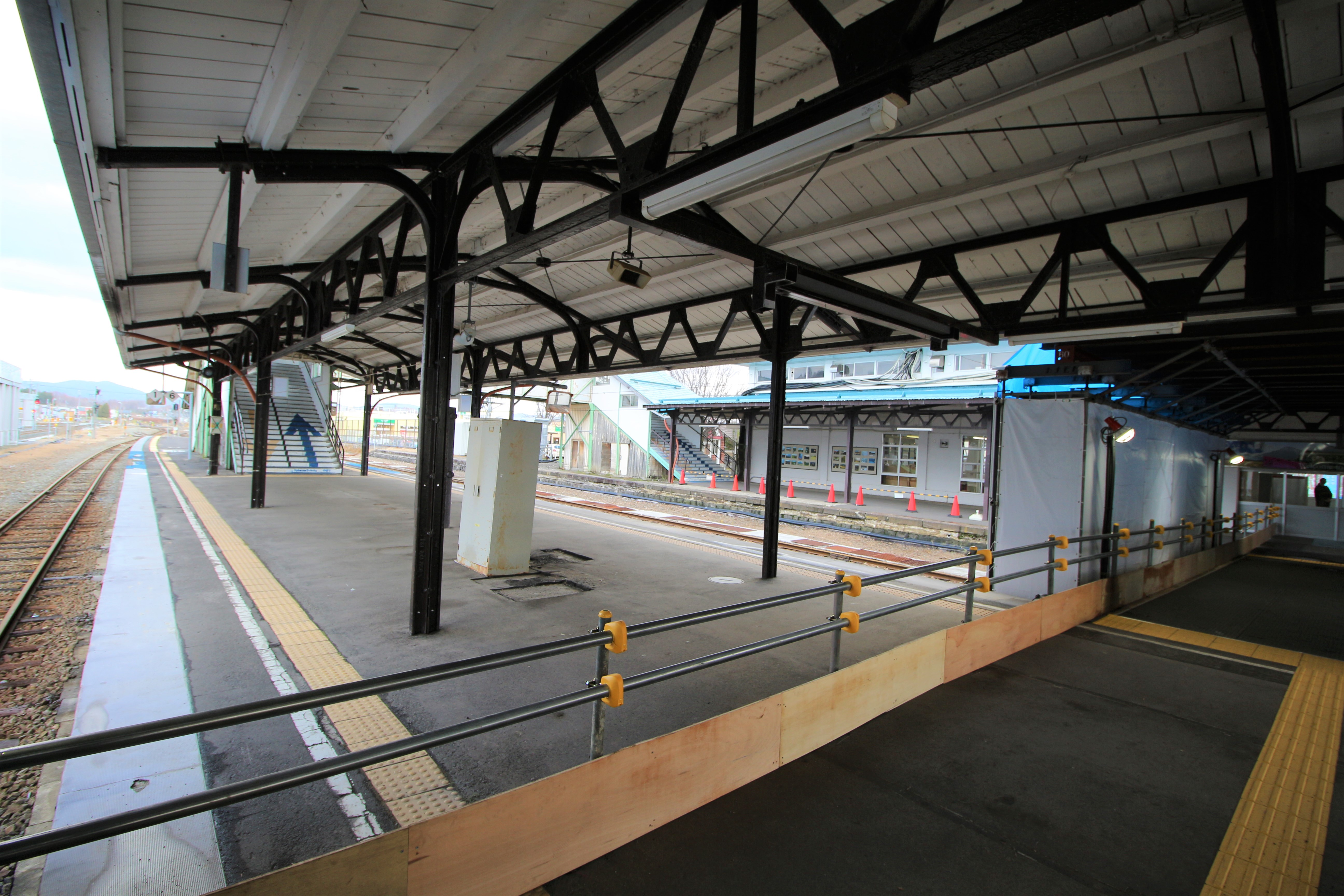
Temporäre Verbindungspassage (November 2021)
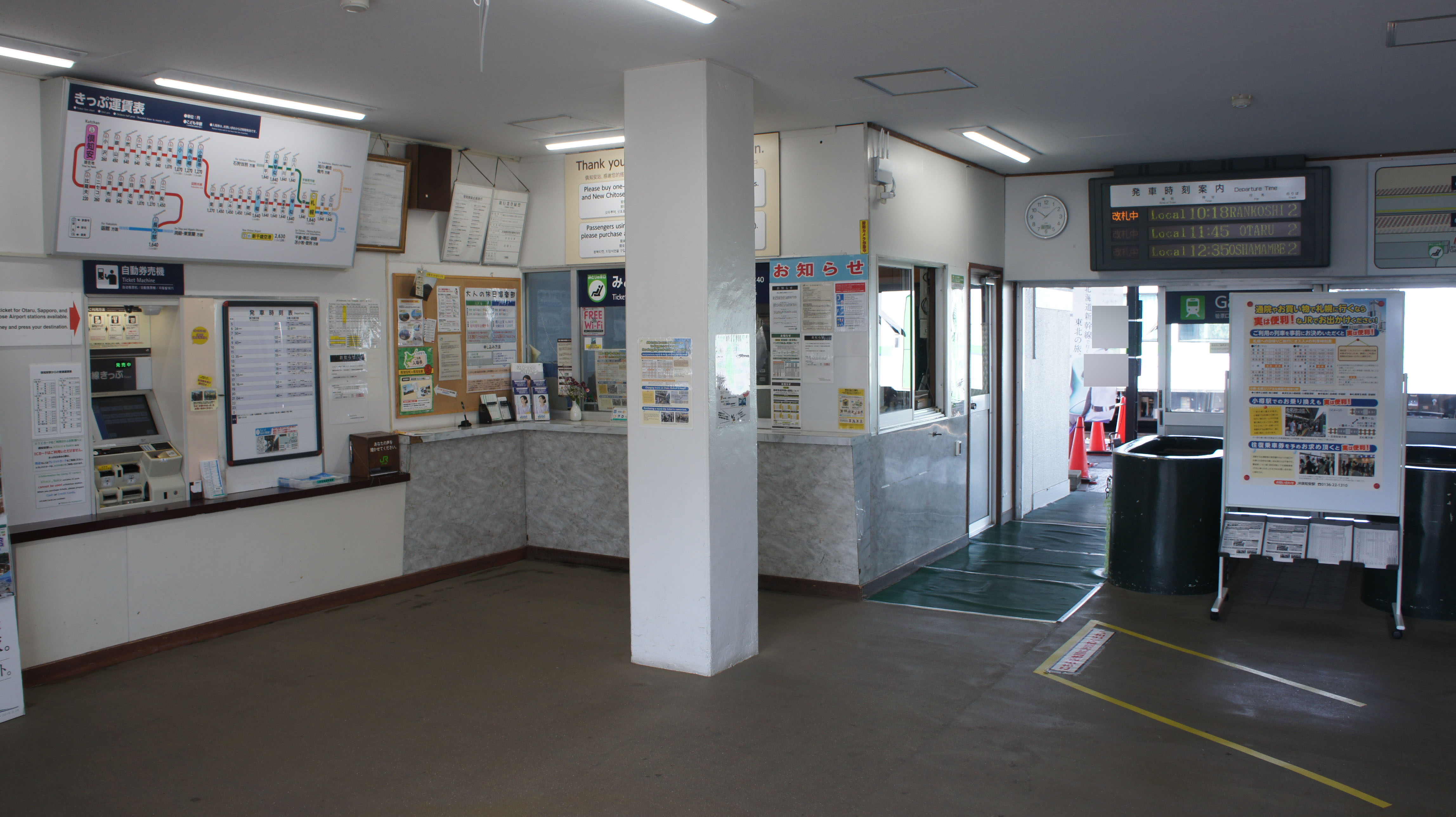
Schalterhalle
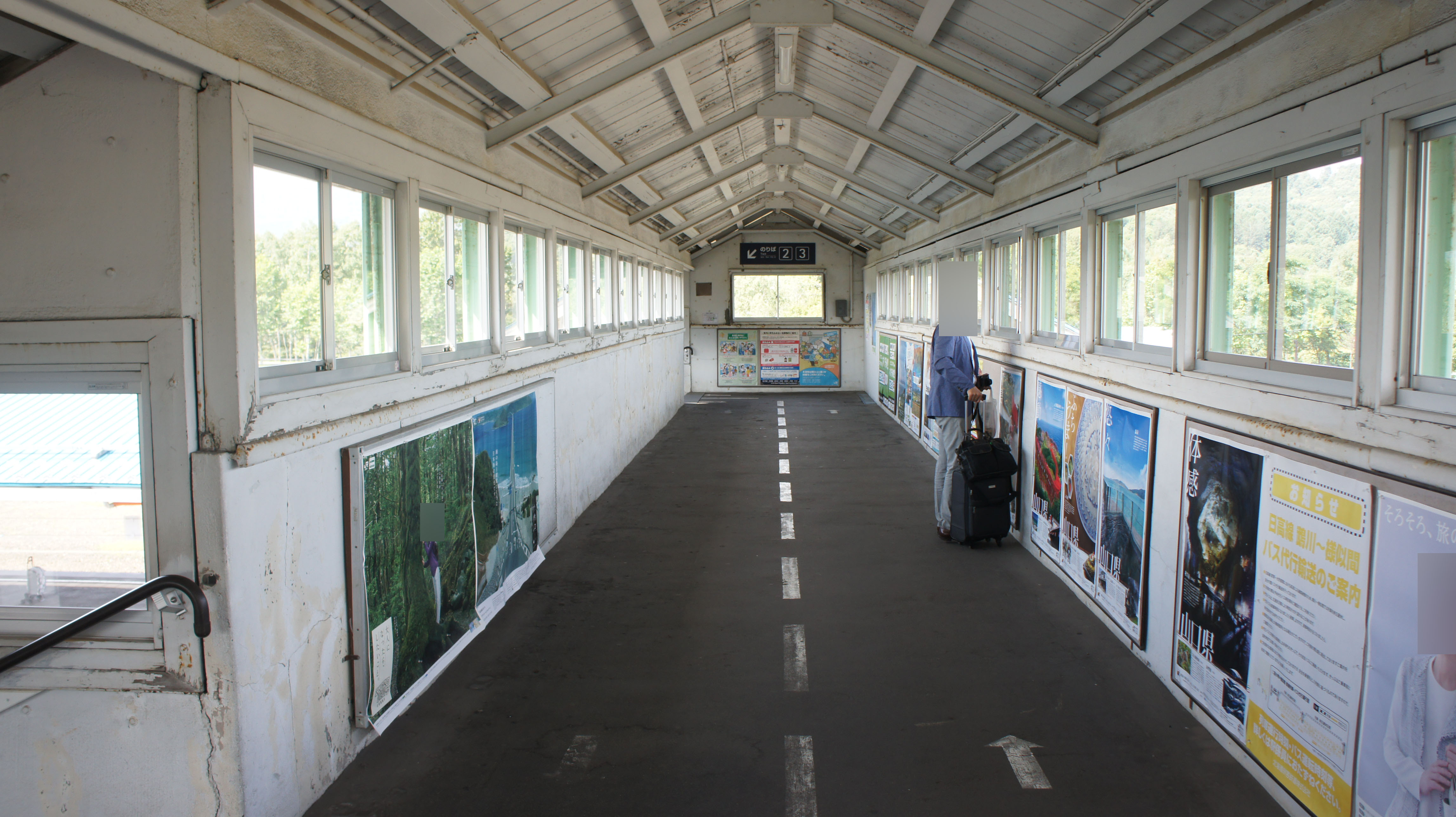
Überführung
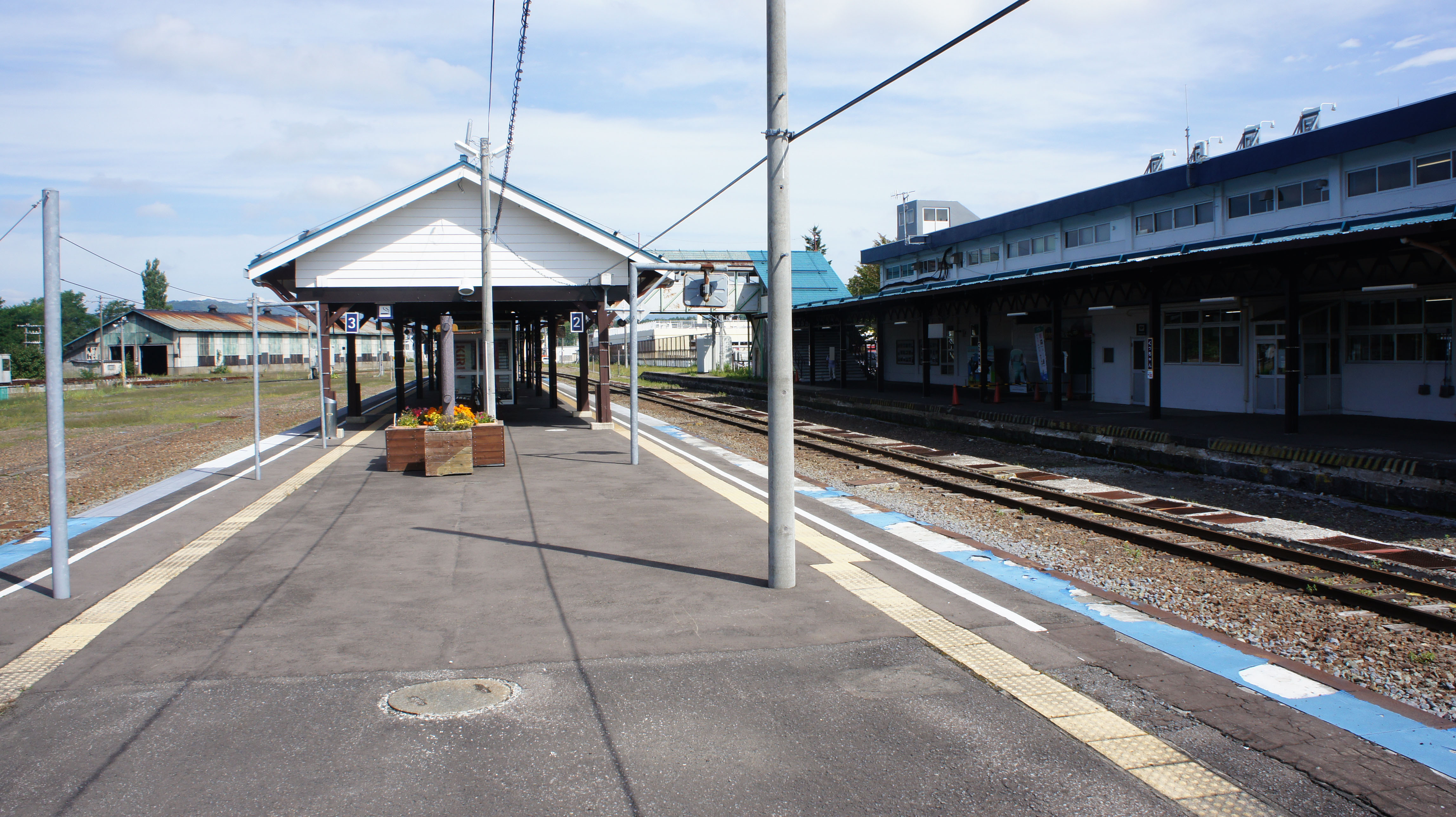
Mittelbahnsteig
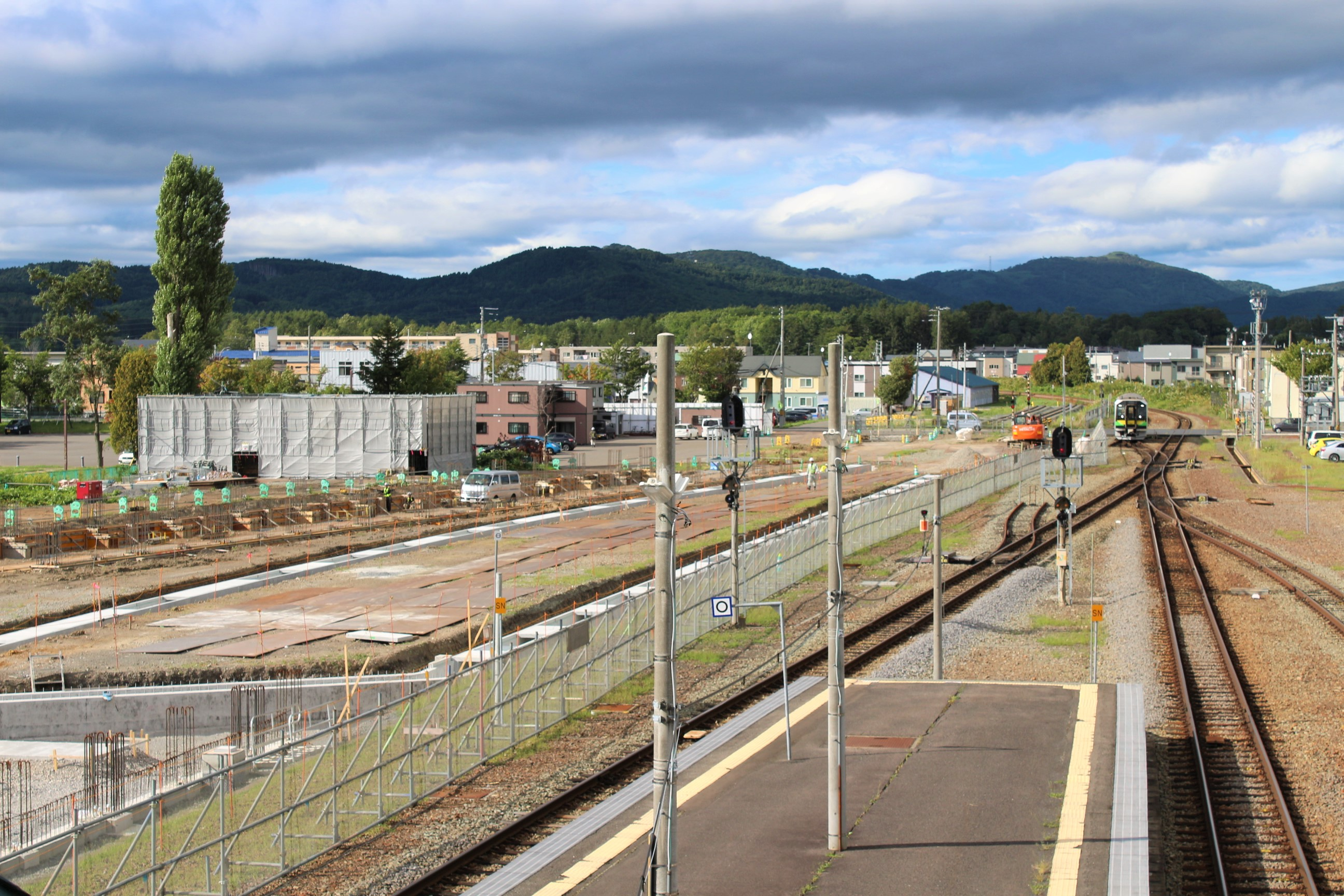
Shinkansen-Baustelle (2020)

## Gleise
| 2 | ▉ Nemuro-Hauptlinie   | Otaru           |
| 2 | ▉ Hakodate-Hauptlinie | Oshamambe       |
| 3 | ▉ Hakodate-Hauptlinie | Otaru • Sapporo |

## Linien
| Verlauf der Hakodate-Hauptlinie |
| --- |
| Hakodate • Goryōkaku • Kikyō • Ōnakayama • Nanae • Shin-Hakodate-Hokuto • Niyama • Ōnuma • Ōnumakōen • Akaigawa • Komagatake • Mori • Katsuragawa • Ishiya • Hon-Ishikura • Ishikura • Otoshibe • Nodaoi • Yamakoshi • Yakumo • Washinosu • Yamasaki • Kuroiwa • Kita-Toyotsu • Kunnui • Oshamambe • Futamata • Warabitai • Kuromatsunai • Neppu • Mena • Rankoshi • Konbu • Niseko • Hirafu • Kutchan • Kozawa • Ginzan • Shikaribetsu • Niki • Yoichi • Ranshima • Shioya • Otaru • Minami-Otaru • Otaru-Chikkō • Asari • Zenibako • Hoshimi • Hoshioki • Inaho • Teine • Inazumikōen • Hassamu • Hassamuchūō • Kotoni • Sōen • Sapporo • Naebo • Shiroishi • Atsubetsu • Shinrinkōen • Ōasa • Nopporo • Takasago • Ebetsu • Toyohoro • Horomui • Kami-Horomui • Iwamizawa • Minenobu • Kōshunai • Bibai • Chashinai • Naie • Toyonuma • Sunagawa • Takikawa • Ebeotsu • Moseushi • Fukagawa • Osamunai • Chikabumi • Asahikawa Sawara-Zweigstrecke: Ōnuma • Chōshiguchi • Shikabe • Oshima-Numajiri • Oshima-Sawara • Kakarima • Oshironai • Higashi-Mori • Mori |

## Geschichte

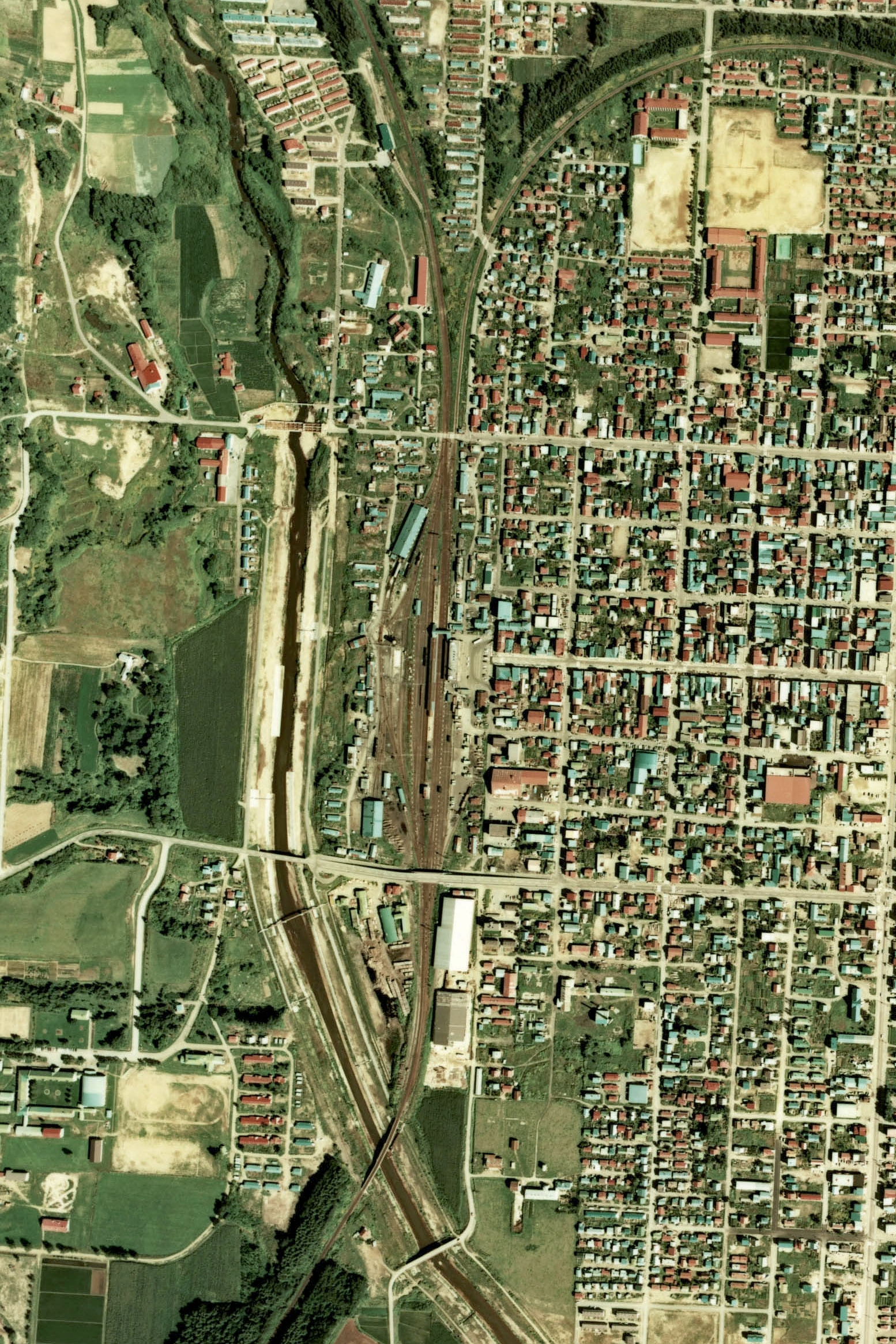
Luftansicht (1976)

Die Bahngesellschaft Hokkaidō Tetsudō eröffnete den Bahnhof am 15. Oktober 1904, zusammen mit dem Abschnitt Neppu–Kozawa der Hakodate-Hauptlinie. Nach der Verstaatlichung am 1. Juli 1907 war das Eisenbahnamt (das spätere Eisenbahnministerium) zuständig. Es nahm am 15. November 1919 eine Zweigstrecke von Kutchan nach Kyōgoku in Betrieb, die zunächst die Bezeichnung „Kyōgoku-Linie“ trug. Ab 1940 führte die Kyōgoku-Linie weiter bis nach Datemombetsu und wurde nun als Iburi-Linie bezeichnet. Aus Kostengründen stellte die Japanische Staatsbahn den Güterumschlag am 1. Februar 1984 ein, am 14. März 1985 auch die Gepäckaufgabe. Die Iburi-Linie wurde am 1. November 1986 auf ihrer gesamten Länge stillgelegt. Im Rahmen der Staatsbahnprivatisierung ging der Bahnhof am 1. April 1987 in den Besitz von JR Hokkaido über.

## Zukunft
Die Hochgeschwindigkeitsstrecke Hokkaidō-Shinkansen endet seit 2016 am Bahnhof Shin-Hakodate-Hokuto. Zurzeit wird an der zweiten Etappe bis Sapporo gebaut. In Kutchan soll unmittelbar westlich des bestehenden Bahnhofs eine aufgeständerte Anlage für Shinkansen-Züge entstehen, deren Eröffnung im Jahr 2031 vorgesehen ist. Die ursprünglich geplante ebenerdige Ausführung wurde verworfen, um die Trennwirkung zu entschärfen.